# История на евреите по българските земи
Историята на евреите по българските земи започва още през II век, когато след втората юдейско-римска война евреи се заселват по българските земи, като вероятно са били разселени от римляните на Балканите от района на Близкия изток.

## Балканска предистория
Най-ранното споменаване за евреи на Балканите се съдържа в надпис, датиран в периода 300-250 г. пр.н.е. и намерен в Оропос, малко крайбрежно градче между Атина и Беотия. От 140 г. пр.н.е. датират първите данни за еврейски поселения в Солун и по крайбрежието на Тракия, днес Северна Гърция. Основния поток евреи се заселва по балканските земи след обсадата и превземането на Йерусалим, предшествано от подпалването и разрушаването на Втория храм.

## Късна римска античност
Първите археологически находки свързани с еврейски поселения в българските земи са от местност в близост до село Гиген край град Никопол на река Дунав, където е разкрит надгробен паметник (мраморен стълб) от II век върху който има надпис споменаващ за евреина Iose Sarcisinao. Надпис от II-III век в християнска базилика край село Стоби, удостоверява, че Клавдий Тиберий Поликарам е преминал към юдаизма, като е увенчал своя праведен живот с подигането на синагога в Стоби. Във Филипопол е разкрита Антична синагога от началото на III век.
Прокопий Кесарийски в съчинението си „За строежите“ споменава кулата „при евреите“ която кула се отнася за VI век и се намира източно от Дортикум, на десния бряг на Тимок, в близост до вливането му в Дунав при село Раховица.

## Първа българска държава
Данните за евреи в Първата българска държава са фрагментарни. От значение по темата е и обстоятелството, че в края на X век и началото на XI век (когато престава да съществува и българската държава) е разгромен под комбинираните удари на Киевска Рус и съседите Хазарския хаганат, чиято управляваща върхушка и съсловие приемат близо два века по-рано юдаизма.
Върху археологически материали от Плиска Страхил Гичев открива силно повреден надпис, който определя като еврейски – на иврит. Надписът отпраща към еврейски цар от 7 век пр.н.е..

## Византийско владичество
По време на византийското владичество над българските земи настъпват значими размествания на население (от североизток нахлуват печенеги, узи и кумани), като вероятно по това време се заселват романьотите, които изграждат известния еврейски квартал в Търново. Кварталът се е намирал на южния склон на хълма Трапезица, като е бил защитен от запад с напречен зид. Васил Стоянов-Берон слага еврейския квартал северозападно от Трапезица, археоложката Я. Николова го локализира в местността „Черничака“, а Димитър Ангелов го намира в района на църквата „Св. Димитър Солунски“, като съществуват и други мнения по въпроса за местоположението на еврейския квартал в старопрестолната българска столица/. В плановете на средновековно Търново има нанесено еврейско гробище, принадлежало на квартала. Археологически проучвания в района на еврейския квартал в Търново не са правени.
През 1093 г. главния равин на Охрид (по това време най-големите еврейски общности са тези в Охрид и Костур) Товия Бар Елиазар пише най-старата еврейска книга от българските земи – „Lekach-tov“.
В хрониката на Бенямин от 1185 г. се цитират еврейски общини по българските земи.

## Втора българска държава
Във Втората българска държава евреите са съсредоточени в отделни квартали на някои от големите градове на страната – Видин, Търново, Плевен, София, Пловдив, Одрин, Охрид, Битоля, Костур. Сред тях има както много богати, така и бедни и отритнати. От историческите сведения може да се направи извода, че броя на евреите в тогавашната българска столица е бил значителен.
В периода непосредствено преди завоюване на столицата Търново от османските турци се случва едно събитие от решаващо значение за престолонаследието и определянето на държавен глава – цар Иван Александър сключва втори брак с еврейката Сара, приела християнството и християнското име Теодора. Сара-Теодора е майка на престолонаследника и последен Търновски цар – Иван Шишман. Случаят е явно неодобряван в царското семейство и сред останалите роднини на царя, понеже сестра му царица Елена Българска, заедно с първата съпруга на Иван Александър – влахинята Теодора Басараб, женят синовете си и царе Стефан Урош V и Иван Срацимир за сестрите с майка католичка – Анна Анка Басараб и Анка Басараб.
Втората съпруга и царица на Иван Александър – Сара спасява от смърт тримата осъдени жидовстващи на Втория църковен събор по времето на Иван Александър (първия е насочен срещу богомилите, а втория – срещу евреите), като според някои отделянето на Видинското царство от Търновското, е по внушение на втората царица.

## Османско владичество
Най-голямото заселване на евреи по българските земи датира след изгонването им от Испания. По времето на Баязид II по българските земи се заселват сефарадите. Тези евреи говорят ладино и съставляват впоследствие над 90% от българските евреи. По-късно по време на османското владичество по българските земи се преселват и евреи-ашкенази, които идват предимно от германските земи, а езикът им е диалект на немския – идиш.
За някои местоназвания из българското землище се подозира връзка с местни еврейски общности. Такива са с. Жидов дол (Ловешка област) и прилежащите му местности, чието име съдържа определението „жидов“, във връзка с jude – „жид, юдеин“. В старопрестолния Търновград пък има участък на хълма Трапезица, известен като Жид махала.

## Трета българска държава

### В периода на Втората световна война
В годините на Втората световна война някои български евреи се включват на страната на комунистите и другите съюзници в антихитлеристката коалиция, извършвайки диверсии (Леон Таджер), убийства (Виолета Якова), и участвайки в партизанското движение в България (в отряд „Антон Иванов“ 28 партизани са евреи, от които 21 загиват).
Преди включването на България във Втората световна война, в българското законодателство е въведен Закон за защита на нацията (ЗЗН), който е насочен изключително срещу евреите. От 1 март 1941 г. България е съюзник на Германия в Тристранния и Антикоминтерновския пакт, от участието в които за страната произтичат и съответните задължения. Едно от тях е сътрудничество и съдействие за т.нар. „окончателно решение на еврейския въпрос“. Евреите в България вече са били с ограничени граждански права по ЗЗН – изземване на имуществото им, задължително носене на давидовата звезда под формата на значка, изпращането им в трудови лагери, изселването им от големите градове и въдворяването им в други населени места и др.п., образува се Комисарството по еврейския въпрос.
През март 1943 г. немците започват и планираната депортация на еврейското население, включвайки Комисарството по еврейския въпрос, като от поставените под върховното управление на завладялия Балканите Вермахт се депортират 56 000 евреи от гръцката част. Същевременно след въвеждането на българско управление в Македония, Поморавието и Западна Тракия местните евреи не получават българско поданство. Член 21 от ЗЗН забранява даването на българско гражданство на чужденци от еврейски произход, като в този текст се крие основата на по-сетнешните действия и разпореждания на българските власти в новите земи. Така по-късно 11 343 от тях, които са гръцки и югославски поданици, са депортирани от българската администрация и са предадени под германски надзор, като са изпратени в концлагера Треблинка. Депортация на български евреи обаче не се случва защото е спряна от управляващите България под натиска на Българската православна църква и с инициативата за отправяне на писмо от тогавашния заместник-председател на Народното събрание Димитър Пешев до министър-председателя Филов.

### След Втората световна война
С идването на комунистическата власт след Деветосептемврийския преврат, въпреки че влиянието на Германия върху България е ликвидирано и ЗЗН е отменен, евреите са изложени на сурови лишения и собствеността им не е възстановявана. След 1948 г. по-голямата част от българските евреи заминават в новосъздадената държава Израел. Комунистическата власт, както свидетелстват отговорни лица в нея, дефакто изселва евреите, като взима от всеки от тях и съответната сума. Българските евреи, носят присъщия на българския народ висок патриотичен дух и жертвоготовност за родината, почтеност и трудолюбие те имат забележителен принос в създаването на въоръжените сили, здравеопазването, войните за оцеляване и въобще в изграждането на своята държава, което бързо ги прави една от най-уважаваните, макар и неголеми общности в Израел и днес. Днес в България живеят според различни данни от 1400 до 6000 евреи, социалното им положение в българското общество е високо.